# بيت البشري (حفاش)

تعديل مصدري - تعديل

بيت البشري هي إحدى قرى عزلة راس الاحجول بمديرية حفاش التابعة لمحافظة المحويت، بلغ تعداد سكانها 288 نسمة حسب تعداد اليمن لعام 2004.